# Levent Ayçiçek
Levent Ayçiçek (Nienburg, 1994. február 12. –) német-török labdarúgó, az Adana Demirspor középpályása.